# 老人ホーム「ハッピー・ロード」愉快な仲間たちの事件簿
『老人ホーム「ハッピー・ロード」愉快な仲間たちの事件簿』(ろうじんほーむ「はっぴーろーど」ゆかいななかまたちのじけんぼ) は2016年9月11日にテレビ東京で放送された、単発スペシャルのテレビドラマ。放送時間は日曜16:00 - 17:15（JST）。
介護付き有料老人ホームを舞台にした、サスペンスである。

## あらすじ
老人ホーム「ハッピー・ロード」は、徳川正義が施設長を務めている。ある時、撮影旅行にでかけた写真同好会一行が殺人事件に遭遇し、入所者の村上アヤが容疑者となってしまった。仲間の無実を信じ、徳川や同好会の仲間たちが事件解決に立ち上がる。

## 登場人物
- 徳川正義（老人ホーム「ハッピー・ロード」施設長） - 大杉漣
- 栗原由美（介護士） - 福田沙紀
- 村上アヤ（入所者） - 水野久美
- 高村ふみ（入所者） - 長内美那子
- 渡辺哲蔵（入所者） - 清水章吾
- 佐々木淳史（入所者） - 寺田農
- 毒島三郎（入所者） - 毒蝮三太夫
- 矢吹恵 - いしのようこ
- 森真一郎 - 岡田浩暉
- 中西隆弘 - 金子昇
- 藤崎和也 - 金剛地武志
- 横内加奈（職員） - 瀬口かな
- 刑事 - 樋口隆則
- 斉藤清六、皆川玲子、栗山キミゑ、大根田良樹、戸所春香、小林千里、渡部央子、桑田裕介、西川佳克、

## スタッフ
- 監督 - 下村優
- 脚本 - 三池一心
- 撮影協力 - アビタシオン千葉
- 技術協力 - ビデオフォーカス
- 美術協力 - 京映アーツ
- ロケ協力 - 千葉県、木更津市、千葉市、木更津ロケーションサービス、川崎市、川崎ムーブアート応援隊　ほか
- プロデューサー - 松本拓(テレビ東京)、小池修一（サンウィット映像）
- 制作協力 - 電通、サンウィット映像
- 製作 - テレビ東京、サイドエー